# Calea Luminoasă
Calea Luminoasă (în spaniolă Sendero Luminoso), autointitulat Partido Comunista del Perú – Sendero Luminoso, a fost o grupare de gherilă din Peru, desprinsă din Partidul Comunist Peruan⁠(en)[traduceți].
Calea Luminoasă a fost înființată în anii 1970 de profesorul de filosofie Abimael Guzmán, condamnat ulterior pentru terorism.

## Crimele din 1991
Pe 9 august 1991 au fost asasinați la Chimbote doi călugări franciscani, Zbigniew Strzałkowski și Michał Tomaszek. Pe 25 august a fost ucis preotul Alessandro Dordi, venit într-un sat din apropiere de Chimbote pentru a boteza câțiva copii. Cei trei au fost beatificați ulterior de papa Francisc ca martiri.

## În literatură
Ororile săvârșite de Calea Luminoasă au fost tematizate de scriitorul Mario Vargas Llosa în romanul Lituma în Anzi (1993), tradus în limba română în 1995.